# Earlville (New York)
Earlville è un villaggio degli Stati Uniti d'America, situato nello stato di New York, diviso tra la contea di Chenango e la contea di Madison.